# Parque de Viveros de Ulía
El parque de Viveros de Ulía está en el barrio de Ulía en San Sebastián, posee 14 500 m² al comienzo del paseo de Ulía, en el cruce con la calle José Elósegi. También se le denomina parque de viveros de Ulía, ya que los viveros situados dentro del parque fueron el proveedor de plantas para los jardines públicos de San Sebastián durante todo el siglo XX, hasta que en 2008 el ayuntamiento trasladó estos viveros municipales a LauHaizeta. Después de estar siete años cerrado, en 2015 la asociación de vecinos de Ulía consiguió la custodia del parque y lo gestionan desde entonces con el permiso del ayuntamiento. En 2016 el ayuntamiento de San Sebastián quiso construir viviendas en el parque. El parque tiene gran valor porque incluye dos antiguos depósitos de agua del siglo XIX, por sus elementos arquitéctonicos, por su flora y por su fauna. El informe publicado por la Asociación Científica Aranzadi en mayo de 2016 describía los valores de parque desde seis puntos de vista.

## Los depósitos de agua

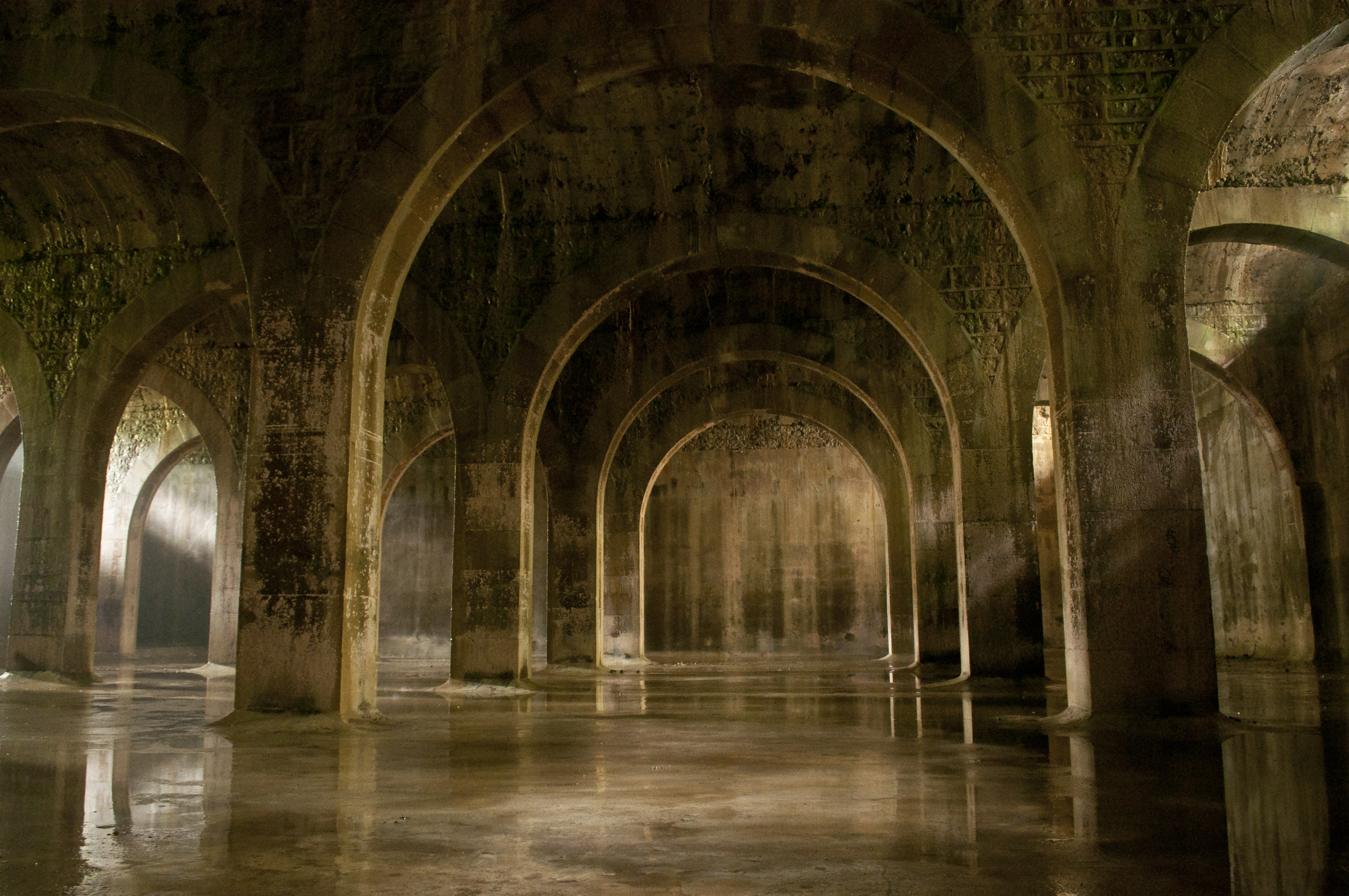
El depósito de agua Buskando

Soroborda y Buskando, dos antiguos depósitos de agua bien conservados desde el siglo XIX, están situados dentro del parque de Viveros de Ulía. La existencia de estos depósitos era prácticamente desconocida en San Sebastián cuando en 2006 se quisieron derrumbar para construir viviendas de lujo, pero un informe de la Asociación Científica Aranzadi puso de relieve su valor arquitectónico y como elemento importante en el patrimonio cultural de la ciudad.

## Aves y animales

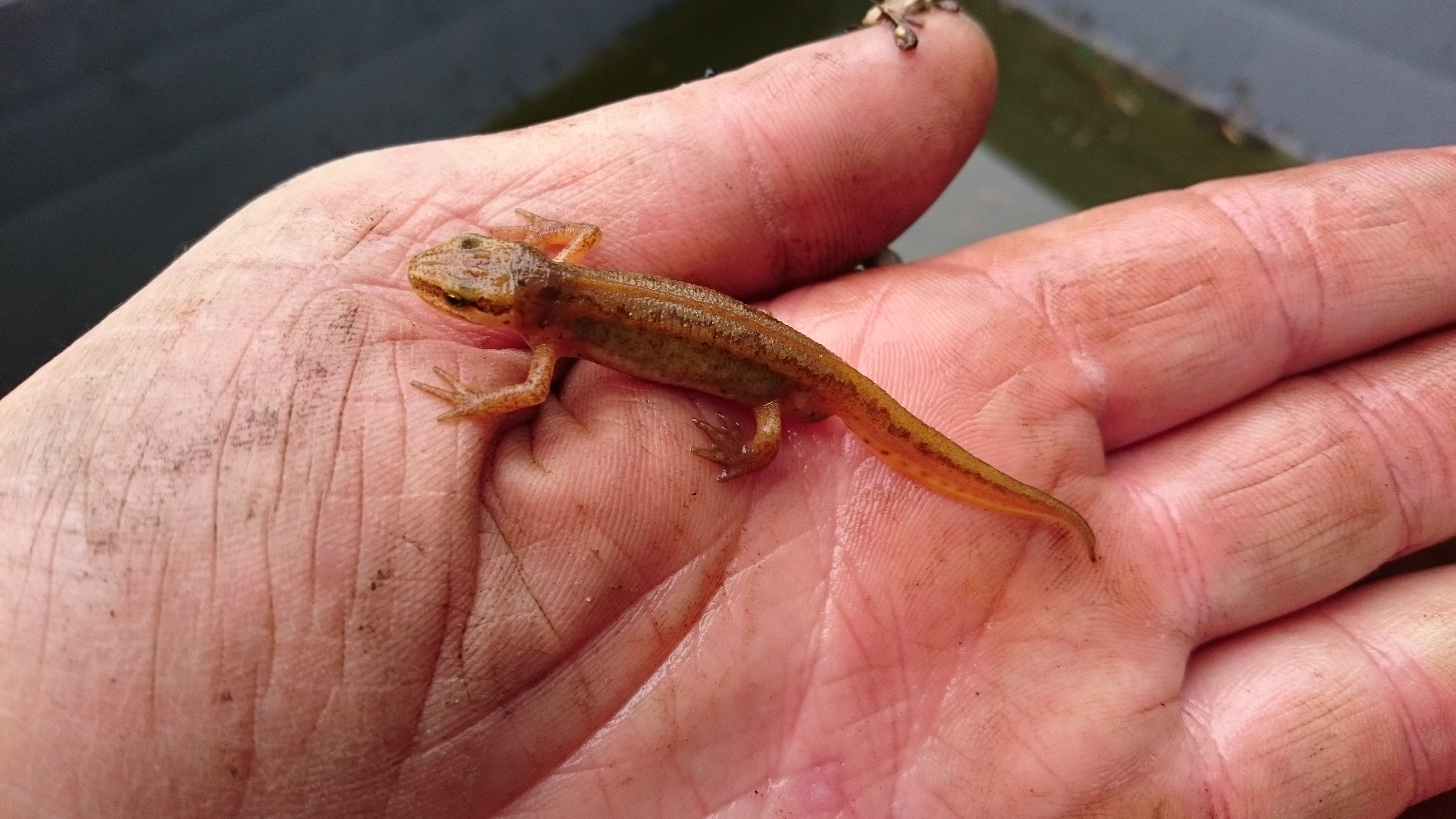
Una salamandra del parque

### Anfibios
Anfibios, como el sapo partero y el tritón, habitan en los pozos del parque.

### Aves
En las sesiones organizadas mensualmente en el parque por SEO/BirdLife de San Sebastián se han observado hasta 38 especies de aves en el parque, entre ellas las siguientes:
- Agateador
- Arrendajo
- Avión común
- Bencejo
- Busardo ratonero
- Camachuelo
- Carbonero
- Carbonero garrapinos
- Chochín
- Corneja negra
- Cuervo grande
- Curruca capirotada
- Estornino
- Gavilán
- Gaviota
- Gorrión
- Halcón peregrino
- Herrerillo
- Jilguero
- Lavandera
- Lúgano
- Milano real
- Mirlo
- Mito
- Mosquitero
- Paloma cimarrona
- Paloma torcaz
- Papamoscas gris
- Papamoscas cerrojillo
- Petirrojo
- Pico picapinos
- Pinzón
- Reyecuelo listado
- Reyezuelo
- Serín verdecillo
- Tórtola turca
- Urraca
- Verdecillo
- Verderón
- Zorzal
- Golondrina
- Lavandera

De estas 38 especies sobresalen el milano real, el gavilán común, el busardo ratonero, el pico picapinos, el carboneros garrapinos, el halcón peregrino, la paloma torcaz, la migratoria y el cuervo grande, que se ven por migración o por movimiento entre territorios, por campeo en busca de su alimentación.

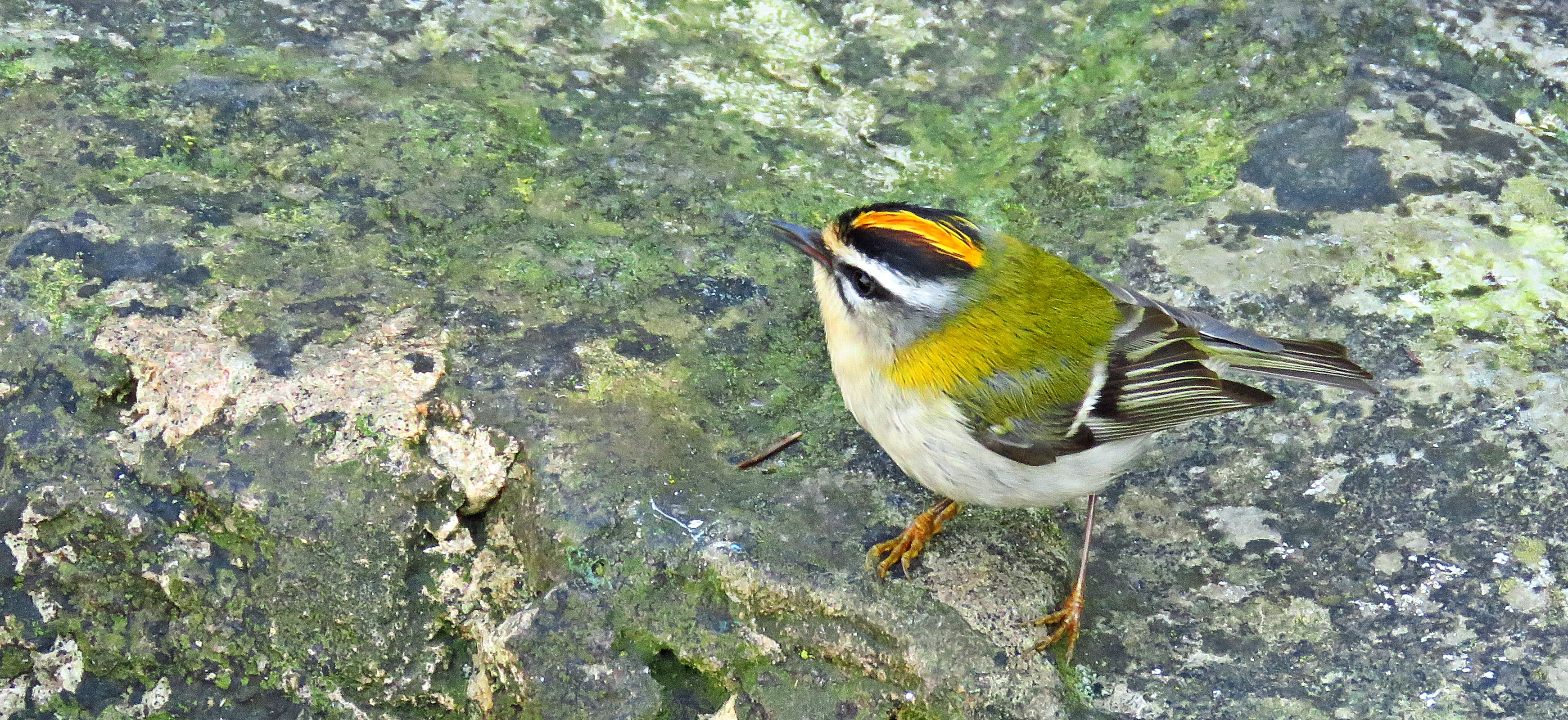
Reyezuelo listado

Las especies de aves Carbonero común, Mirlo común, Petirrojo europeo, Zorzal común, Urraca común, Tórtola turca y Reyezuelo listado, se ven casi todo el año. Es destacable el Reyezuelo listado, que ha sido tomado como emblema del parque por ser de pequeño tamaño, precioso e inquieto, como lo es el propio parque.
Otras especies, como los Papamoscas gris y cerrojillo, Verderón común, Serín verdecillo, Jilguero lúgano, Avión común y Vencejo común no son aves residentes y se ven en primavera y verano.
Los más difíciles de detectar por su discreción son el Agateador común y el Camachuelo común, la Lavandera blanca. Los Gorriones no se ven fácilmente todos los meses.
Aves que se ven desde el parque y que residen en los alrededores son las siguientes: Corneja negra, Arrendajo, Urraca y Gaviota patiamarilla
Es destacable que las 26 aves detectadas entre marzo y agosto crían en el mismo parque o en sus alrededores.

### Insectos
Entre los miles de insectos que habitan en el parque destacan por su vistosidad la oruga de la mariposa machaón y el escarabajo de barras rojas y negras (Graphosoma lineatum). Ambos pueden verse cuando están comiendo hinojo.

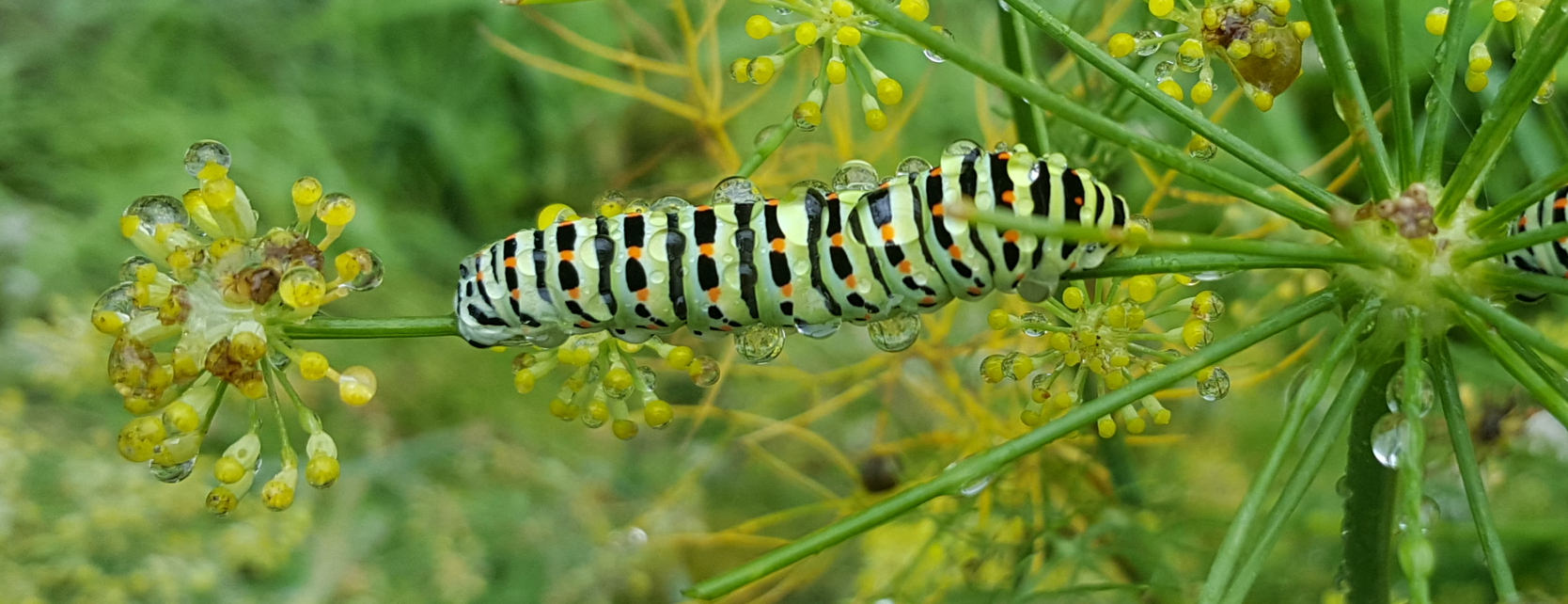
Oruga de la mariposa machaón comiendo hinojo.
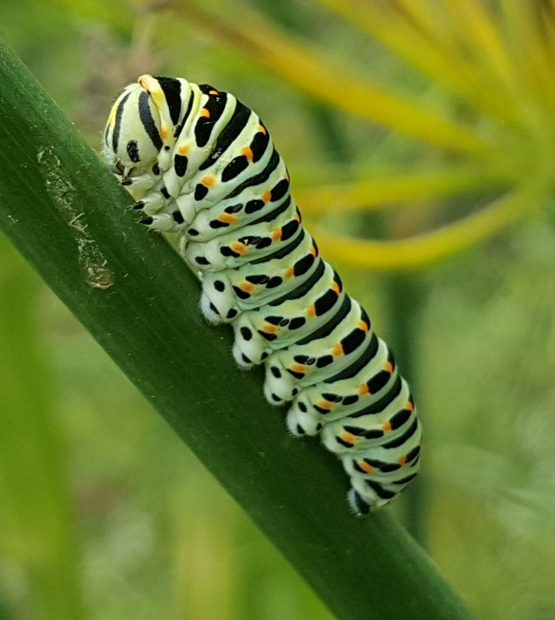
Oruga
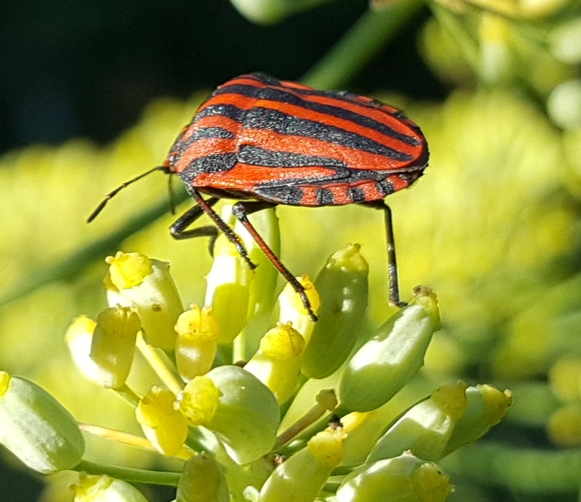
Escarabajo Graphosoma lineatum.
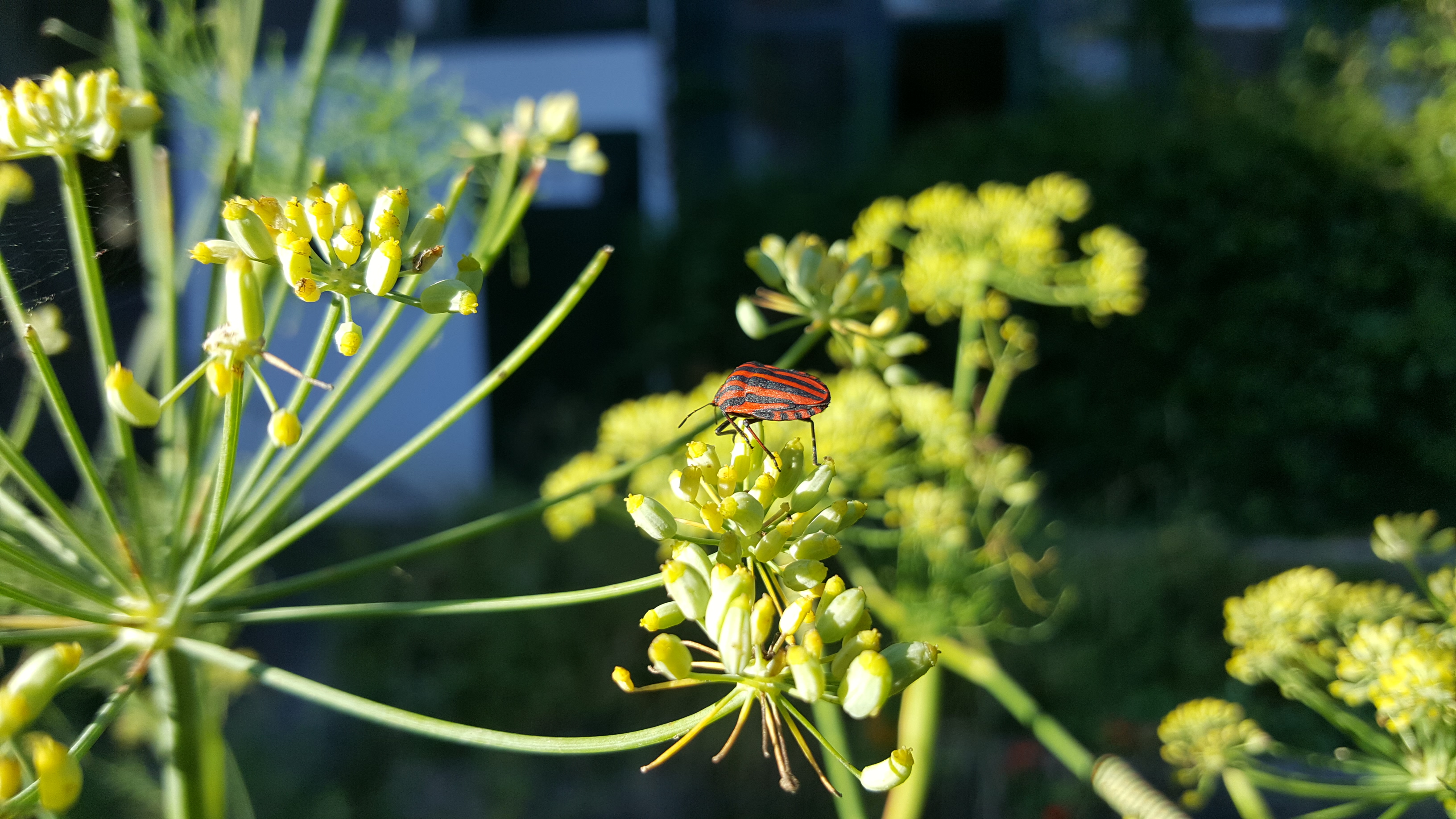
Graphosoma lineatum kakarraldoa mihilua jaten.

## Árboles y plantas
Por lo menos son 39 las especies de árboles con presencia en el parque. La mayor parte no son autóctonos, sino procedentes de otros países, traídos como curiosidad por los jardineros encargados de los Viveros Municipales.

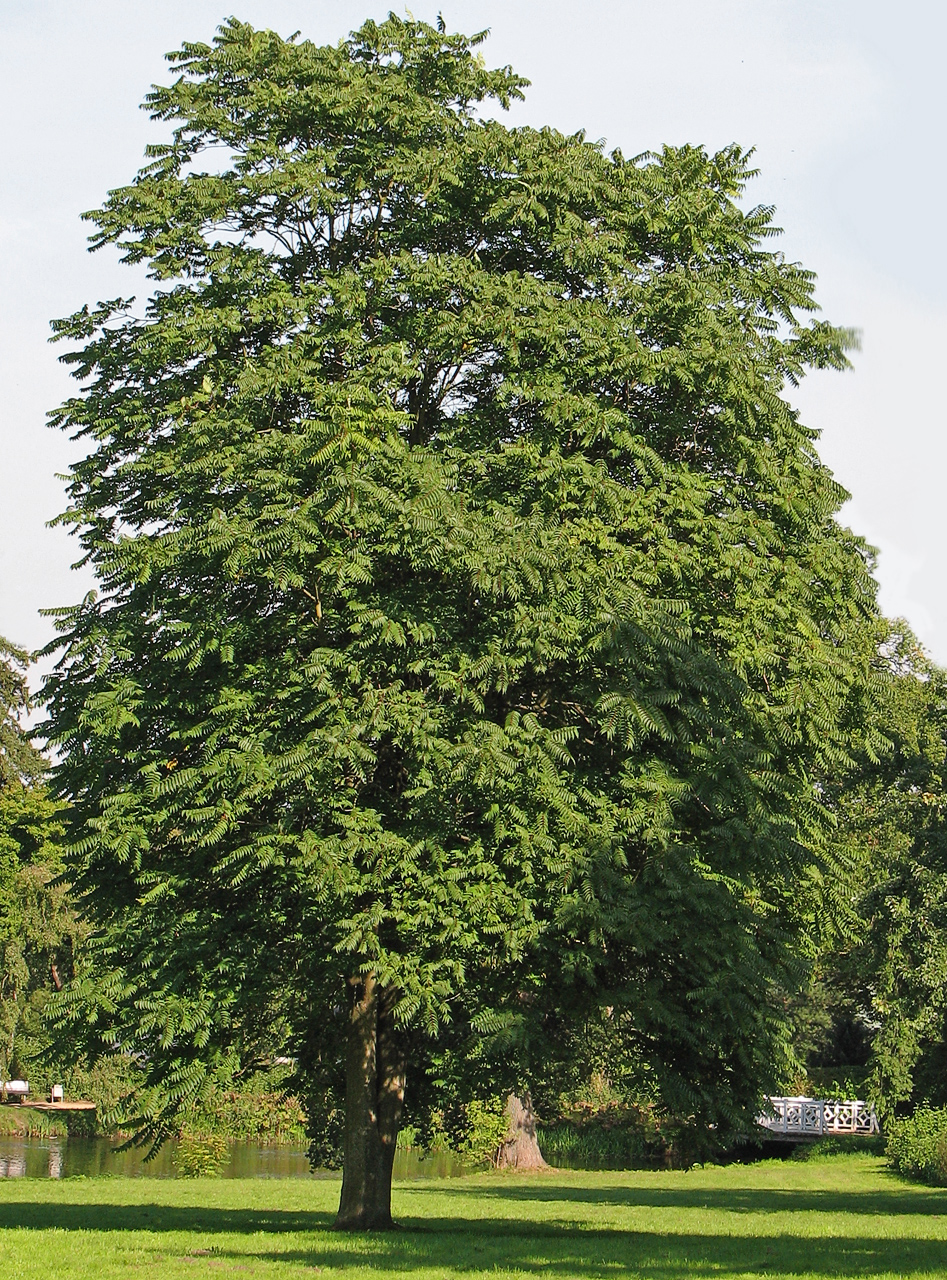
Ailanthus altissima
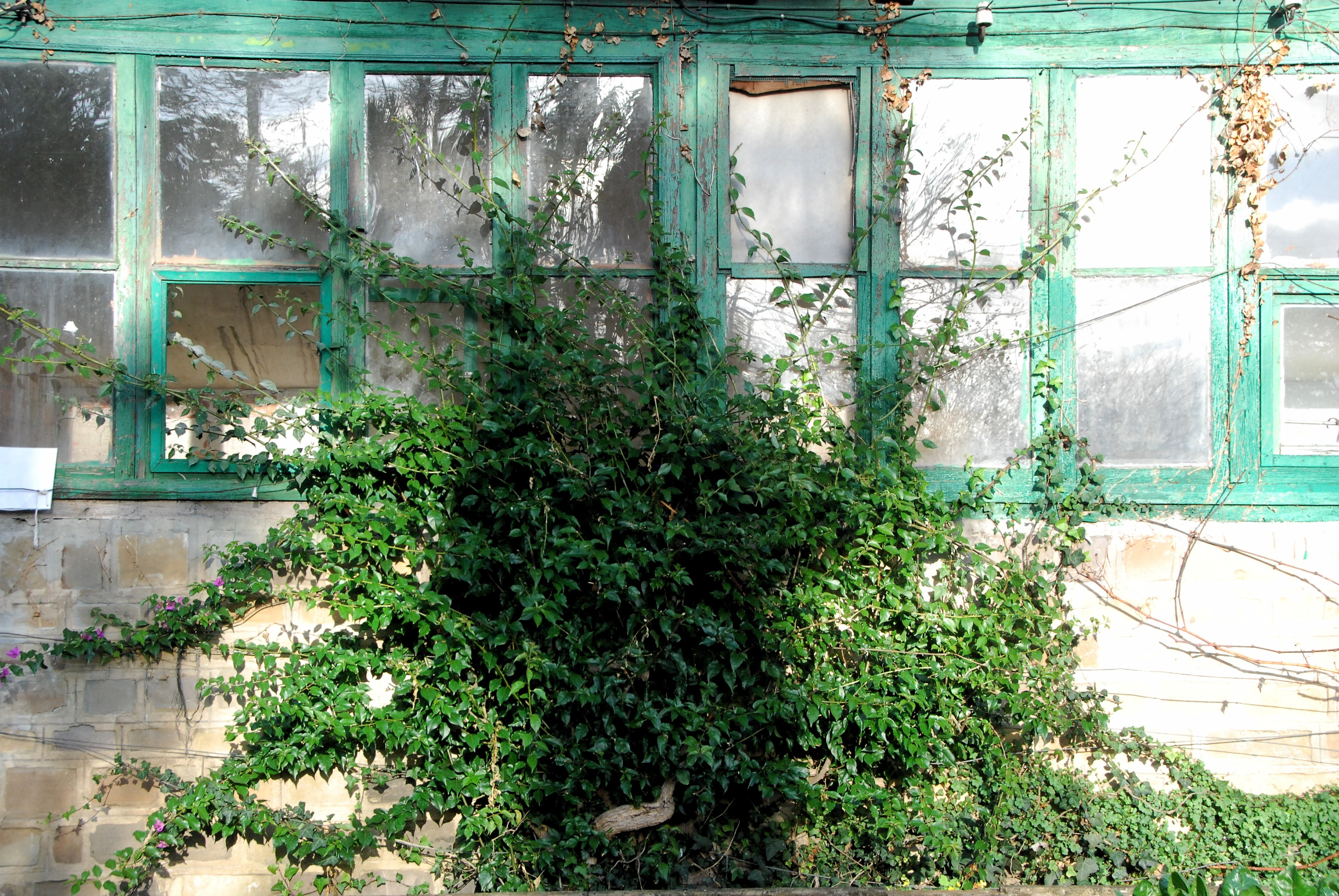
Bougainvillea
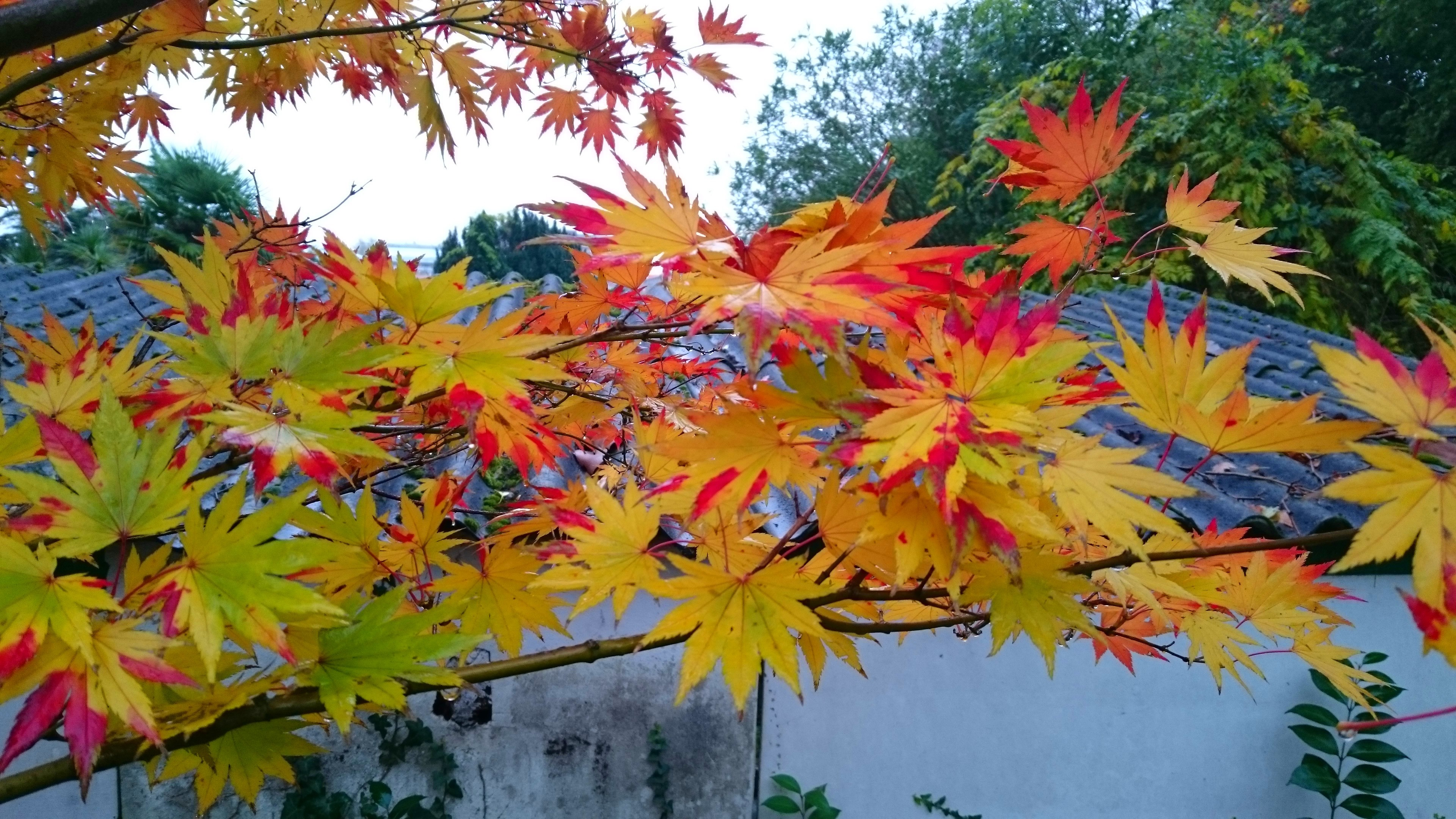
Arce japonés (Acer palmatum)
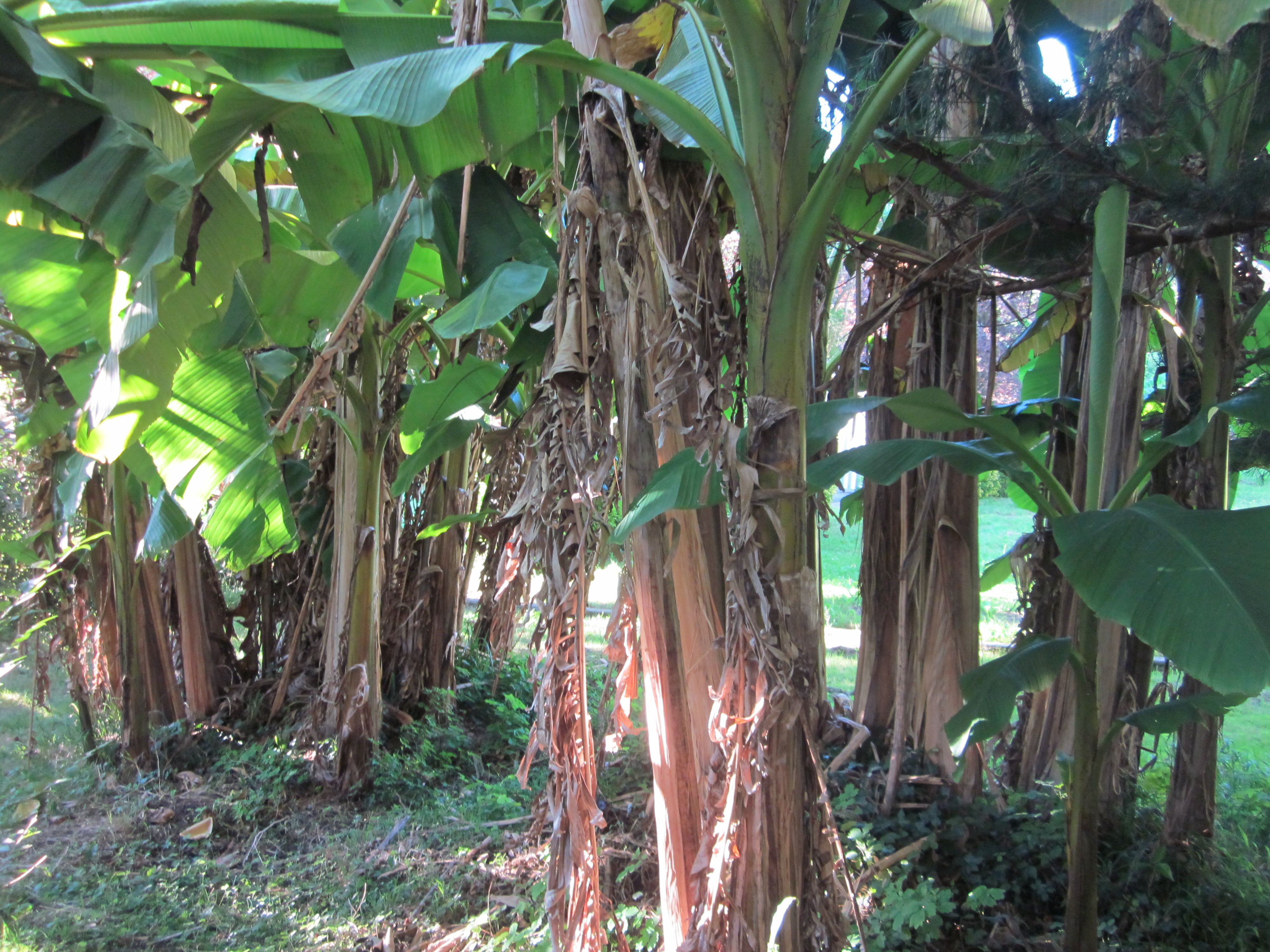
Plátano japonés (Musa × paradisiaca)
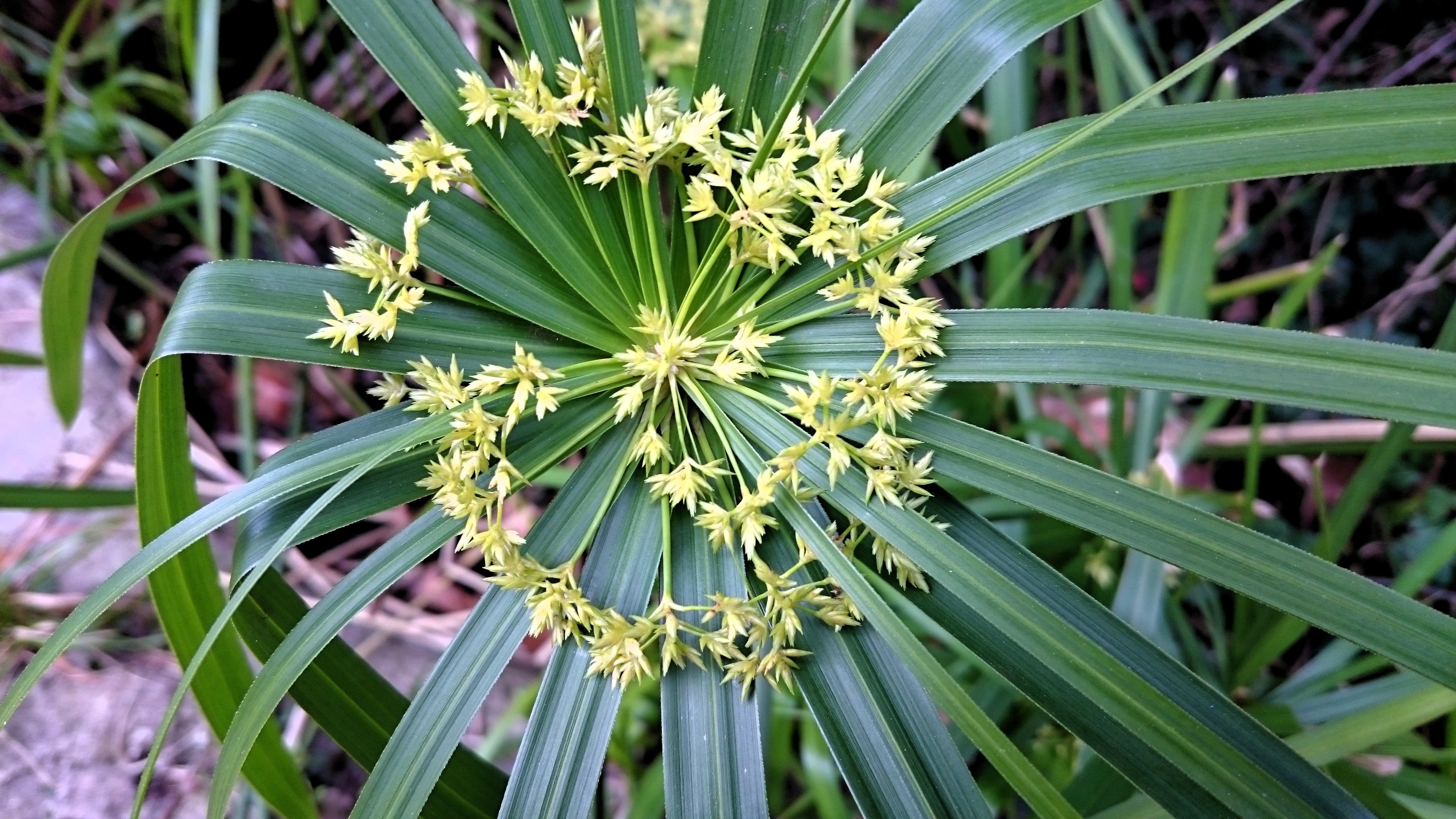
(Cyperus alternifolius)

Existe un sitio web que permite identificar los árboles y su posición en el parque.

## Premios
- 2016: El Gobierno Vasco otorgó el Premio Elkarlan al proyecto Lore-Baratza por su colaboración y compromiso con el medio ambiente.[12]
- 2021: la Comisión Europea concedió el premio New European Bauhaus al proyecto "Ulia Garden" de la iniciativa "Uliako Lore-Baratzak" de San Sebastián. Este grupo de vecinos recibió el premio en la categoría de “Lugares reinventados para reunirse y compartir” por su labor realizada desde 2015 en la recuperación del antiguo vivero municipal de Ulía.[13][14][15][16] De entre los 2000 proyectos presentados a los premios New European Bauhaus, sólo 60 fueron los Últimos candidatos al premio, divididos en diez categorías. Los objetivos de los premios son "acelerar la transición verde y garantizar una mejor convivencia; generar nuevas ideas y soluciones a través de conocimientos y experiencias".